# 충청문화재연구원
충청문화재연구원은 문화재의 보호․보존, 조사․발굴 및 연구를 통하여 민족문화의 우수성을 선양하고, 새로운 문화창조에 기여하기 위하여 2004년 10월 12일 설립된 문화체육관광부 소관의 재단법인이다. 사무실은 충청남도 공주시 반포면 봉곡리 233번지에 있다.

## 주요 사업
- 문화재 현황 조사 및 연구
- 매장문화재 문화유적 조사 및 연구
- 문화재 보호·보존에 대한 조사
- 문화재와 관련된 학술행사 개최 및 연구서 발간